# Edward John Dunn
Edward John Dunn (1 de noviembre de 1844 - 20 de abril de 1937) fue un naturalista, y geólogo australiano , ganador de la Medalla Murchison de 1905.

## Biografía
Dunn era originario de Bedminster, Bristol, Inglaterra, hijo de Edward Herbert Dunn y de su esposa Betsy Robinson. En 1849, la familia migró a Nueva Gales del Sur, inicialmente vivieron cerca de Goulburn, N. Gales del Sur, y luego desde 1856, en Beechworth, Victoria. Dunn se educó en la Escuela Beechworth Iglesia de Inglaterta, y posteriormente con un tutor. Dunn fue un coleccionista de rocas y minerales desde su infancia.

## Carrera en geología

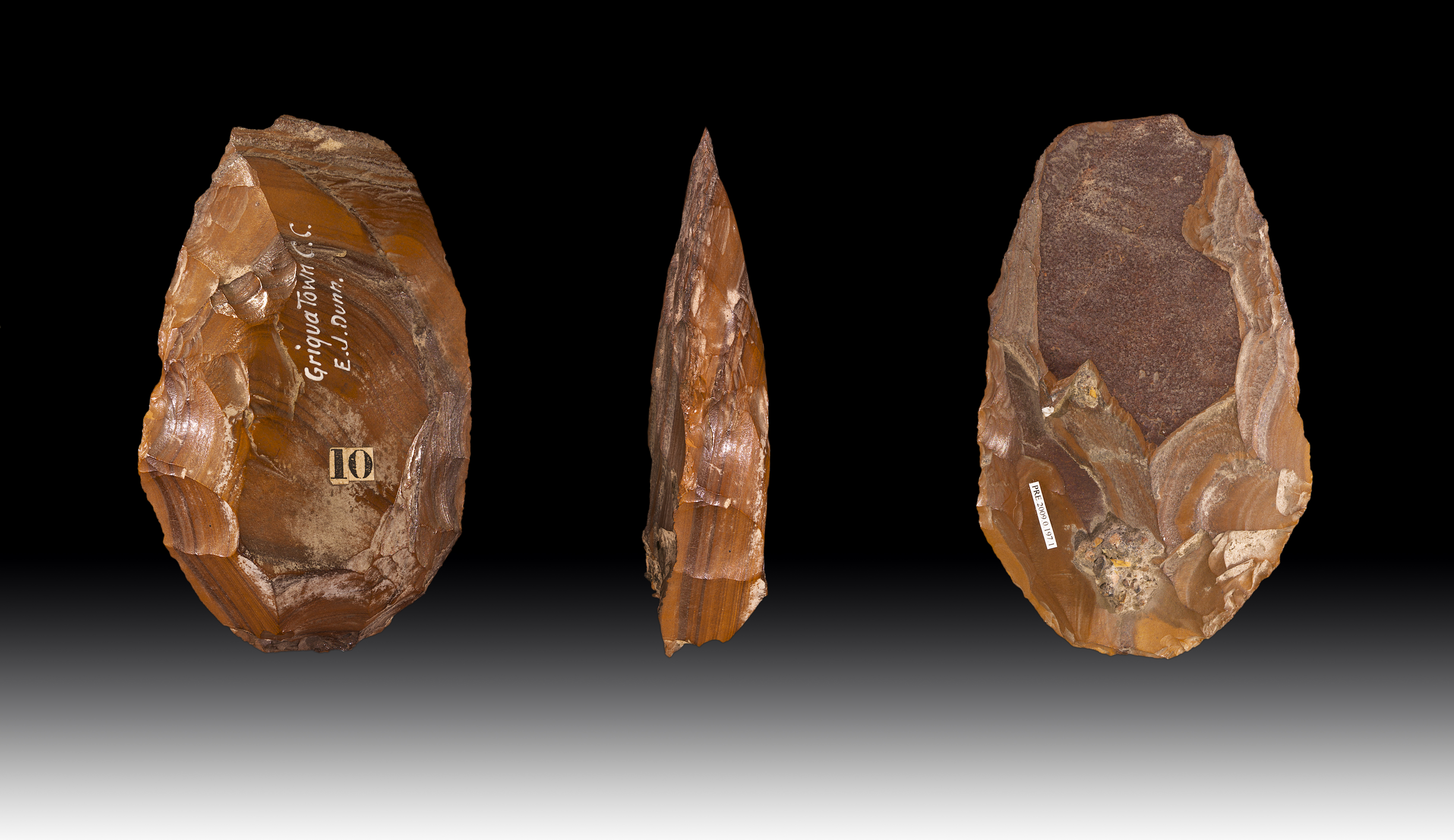
Bifaz del Paleolítico inferior. Ex colección de Edward John Dunn - Museo de Toulouse

Dunn entró en la Oficina de catastro de Beechworth, y obtuvo experiencia en topografía. En 1864, se unió al Servicio geológico bajo Alfred Richard Cecil Selwyn y fue entrenado en trabajos geológicos de Georg Heinrich Friedrich Ulrich.
Se quedó en el Servicio hasta su abolición en 1869; y, en el mismo año calificó como agrimensor de minas.
En 1871, Dunn retorna a Inglaterra, vía Sudáfrica, donde fue geólogo estatal para la Colonia del Cabo con reportes sobre minas. Preparó la primera carta geológica de Sudáfrica, y tuvo su parte en el descubrimiento de diamantes. En 1872, viajó a través de Bushmanland acompañado por 15 soldados de la policía de la Frontera Norte. Fue capaz de reunir toda la información acerca de los bosquimanos, que encarnó en su obra sobre The Bushman, que, sin embargo, no fue publicada hasta casi 60 años más tarde. En 1873 se fue a Londres, estudiando en la Escuela d Minas, de Jermyn Street, obteniendo su certificado de ensayos. En 1883, profetizó que el Transvaal se convertiría en un país aurífero infinitamente más rico, que cualquier descubierto hasta ahora.
En 1886, retornó a Victoria, y entró en la práctica privada. Como resultado de uno de sus informes en la cuenca minera de Korumburra, Victoria, se produjo su desarrollo. En 1904, fue nombrado director del Servicio Geológico de Victoria, y en 1905 fue galardonado con la Medalla Murchison por el Geological Society of London. Con la parte del premio que le correspondió, sufragó los gastos de la publicación de su monografía sobre Peebles, que apareció en 1911. En 1906, fue elegido Pte. de la Royal Society of Victoria. En 1912, se retiró del Geological Survey of Victoria, y mantuvo su interés en el tema a través de una vejez llena de energía.

## Últimos años
En 1929, a los 84, Dunn publicó una obra completa sobre la Geology of Gold; su libro sobre The Bushman (Los Bosquimanos), basado en sus propias experiencias en Sudáfrica, que salió dos años después. Dunn murió el 20 de abril de 1937. Se casó en 1875, con Elizabeth Julie Perchard, que le sobrevivió con un hijo y dos hijas. Una lista de sus publicaciones se pueden encontrar en In Memory of Edward John Dunn, Melbourne, 1937. Su colección de objetos bosquimanos fueron dados al Museo Pitt Rivers de Oxford, sus australitas y demás piedras fueron al Museo Británico, y su colección de piedras victorianas al Museo Departamental de Minas, de Melbourne.

## Otras publicaciones
- edward john Dunn. 2012. Pebbles. Ed. HardPress, 292 pp. ISBN 1290311749, ISBN 9781290311748
- ---------------------------, daniel james Mahony. 1913. The Woolshed Valley, Beechworth. N.º 25 of Bull. of the Geological Survey of Victoria. Ed. A.J. Mullett, government printer, 20 pp.